# Menahem Pressler
Pour les articles homonymes, voir Pressler.
Menahem Pressler, né le 16 décembre 1923 à Magdebourg en Allemagne et mort le 6 mai 2023 à Londres, est un pianiste israélien d'origine allemande ayant vécu aux États-Unis, connu pour avoir été pendant plus de cinquante ans le pianiste du très réputé Beaux Arts Trio.

## Biographie
Appartenant à une famille juive allemande de Magdebourg, ses parents décident de fuir l'Allemagne nazie après la nuit de Cristal en novembre 1938. Ce n'est qu'en 1939 que la famille quitte Berlin vers la Palestine mandataire en passant par l'Italie. Ses grands-parents, oncles, tantes et cousins restés en Allemagne mourront tous dans les camps de concentration.
Sa carrière est lancée après qu'il a remporté le premier prix du Concours international de piano Debussy à San Francisco en 1946. Ses débuts au Carnegie Hall ont suivi, avec le Philadelphia Orchestra dirigé par Eugene Ormandy.

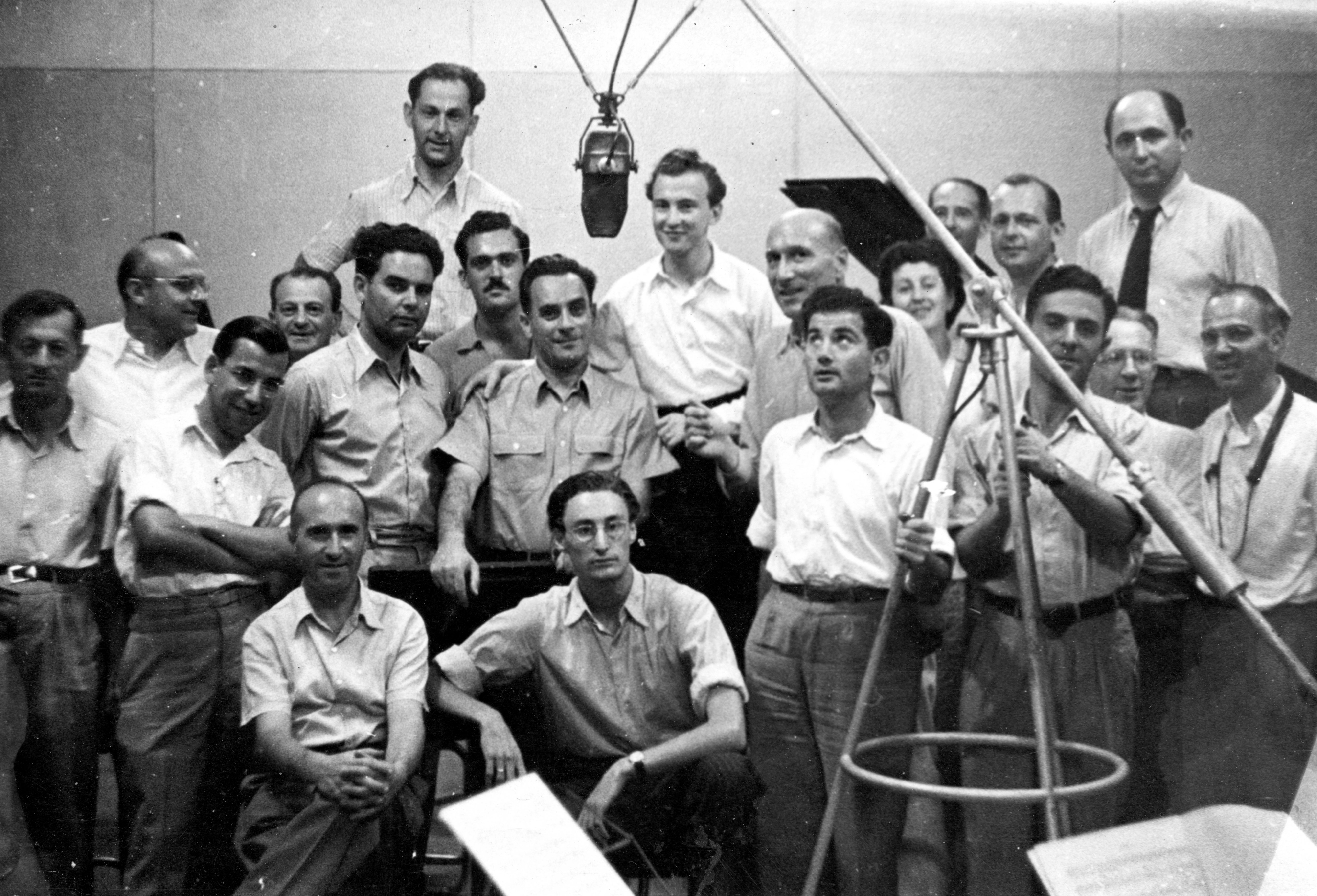
L'orchestre du Palestine Broadcasting Service après l'interprétation du concerto pour piano de Robert Schumann, à Jérusalem, en juillet 1947. Pressler se tient à droite du microphone.

À partir de 1955, Pressler enseigne le piano à la faculté de musique de l'université de l'Indiana. Ses débuts en musique de chambre ont lieu au Berkshire Festival de 1955, où il se produit en tant que pianiste du Beaux Arts Trio, avec Daniel Guilet, violon, et Bernard Greenhouse, violoncelle.
Plus jeune membre du Beaux Arts Trio à ses débuts, Pressler en est le seul à s’y être produit tout au long de son existence sans interruption jusqu'à sa dissolution en 2008. En 2010, il joue au Festival de musique de Rheingau (de) avec Antônio Meneses, le dernier violoncelliste du Beaux Arts Trio. Il était apparu auparavant dans la série Rendezvous.
En 2008, Pressler retourne en Allemagne à l'occasion du 70e anniversaire de la Nuit de Cristal. En janvier 2014, âgé de 90 ans, il fait ses débuts avec le Philharmonique de Berlin. Sa prestation avec le Philharmonique de Berlin et Sir Simon Rattle lors de leur concert de la Saint-Sylvestre 2014 est retransmise en direct dans le monde entier.
Le Beaux Arts Trio a réalisé une vaste série d'enregistrements pour Philips. En outre, Pressler a enregistré de la musique pour piano solo à des fins commerciales sur le label La Dolce Volta et Deutsche Grammophon. En 2018, un enregistrement de musique française a été dédié à sa compagne de toujours Annabelle Whitestone (en), Lady Weidenfeld. Dès le début des années 1950, il avait enregistré une quantité importante de musique pour piano solo et pour piano et orchestre de divers compositeurs pour le label américain MGM.

Menahem Pressler meurt le 6 mai 2023 à Londres,.

## Prix et récompenses
Menahem Pressler a reçu de nombreuses récompenses, dont le Disque anglais de l'année (1997), vainqueur du concours Debussy, quatre fois nommé aux Grammy Awards, etc. Il a édité le manuscrit de la dernière sonate pour piano de Sergueï Prokofiev.
Plus récemment, son enregistrement des sonates de Mozart (paru en 2015 sur La Dolce Volta), a été plébiscité par la critique musicale : Classique d'or RTL, ffff de Télérama. Il reçoit une Victoire d'honneur lors de la 23e cérémonie des Victoires de la musique classique en 2016.

## Décorations
- Commandeur de l'ordre des Arts et des Lettres
- Commandeur de l'ordre national du Mérite
- Officier de l'ordre du Mérite de la République fédérale d'Allemagne

## Discographie
- Chopin : Concerto no 2 pour piano et orchestre en fa mineur, Op. 21 ; Andante spianato et grande polonaise brillante pour piano et orchestre, Op. 22 ; Krakowiak, grand rondo de concert en fa majeur, Op. 14 - Orchestre de l'Opéra de Vienne, dir. Hans Swarowsky et Jean-Marie Auberson, piano Menahem Pressler ; Orchestre de la Résidence de La Haye, dir. Willem van Otterloo, piano Nikita Magaloff (CLA-CD 119 ; Les Génies du Classique)